# När du vänder hem
När du vänder hem utkom 1977 och är ett musikalbum med den kristna sångaren Pelle Karlsson. Skivan, som är producerad av Peter Sandwall, innehåller ett flertal av Pelle Karlssons kanske mest kända och älskade sånger, bland annat "När du går över floden", vilken senare hamnade på Svensktoppen, fast då inspelad av Curt Haagers.

## Låtlista

### Sida 1
1. Namnet Jesus
2. Jesu kärlek
3. När du går över floden
4. Psalm 29
5. Lov, pris och ära
6. Ett liv

### Sida 2
1. När du vänder hem
2. Han ger mig kärlek
3. Jesus har makt
4. Då skall Jesus komma
5. Han finns där
6. Korset där Jesus gav sitt liv

### Fotnoter
1. ↑  ”När du vänder hem” (på engelska). Discogs. 13 mars 1977. http://www.discogs.com/Pelle-Karlsson-N%C3%A4r-Du-V%C3%A4nder-Hem/release/1586164. Läst 25 september 2015.